# Majasaari (ö i Södra Karelen, Imatra)
Majasaari är en ö i Finland. Den ligger i sjön Ilmajärvi och i kommunen Ruokolax i den ekonomiska regionen  Imatra ekonomiska region  och landskapet Södra Karelen, i den sydöstra delen av landet, 250 km nordost om huvudstaden Helsingfors. Öns area är 7,1 hektar och dess största längd är 0,6 kilometer i nord-sydlig riktning.